# Martin Turner's Wishbone Ash

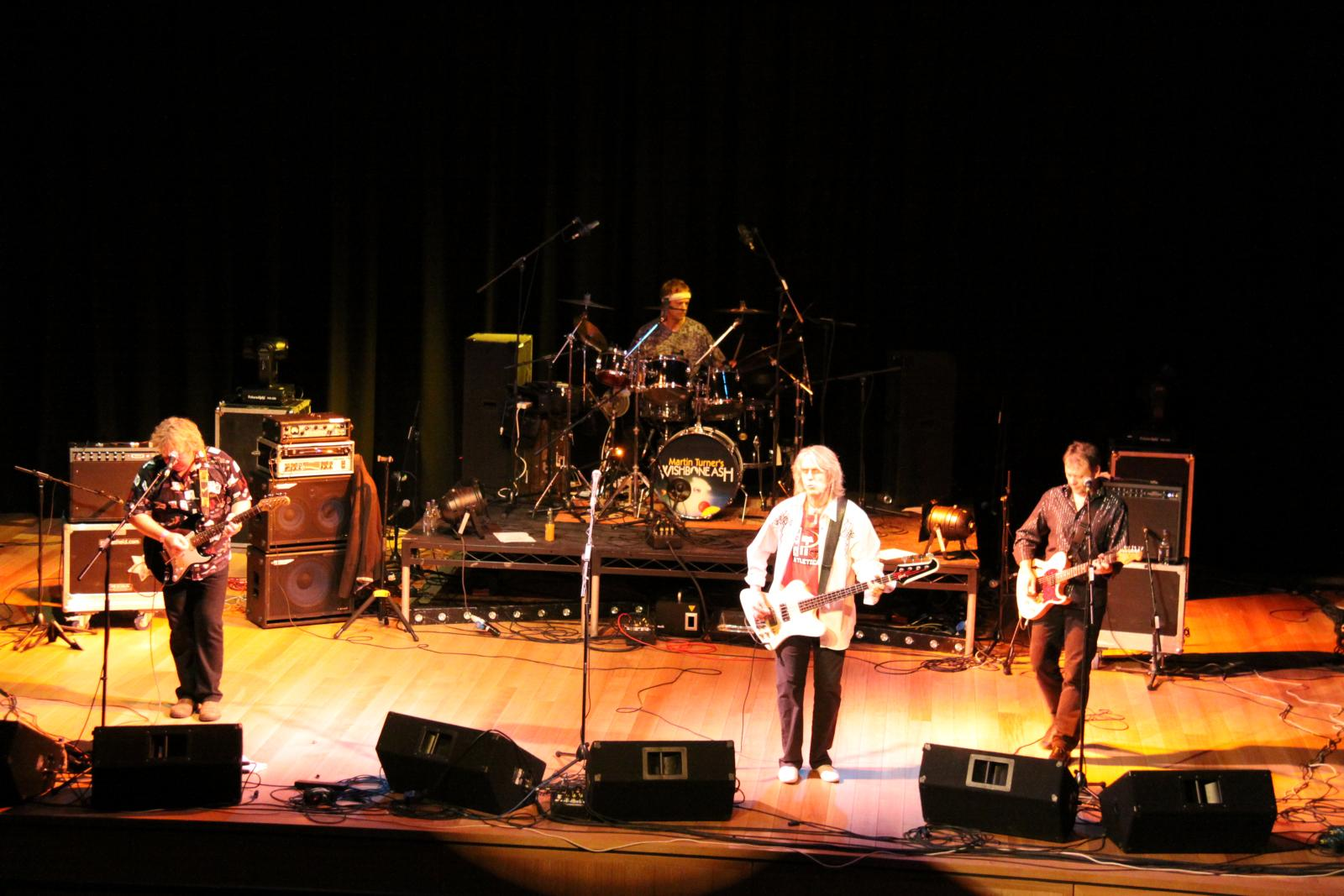
Martin Turners Wishbone Ash

Martin Turner's Wishbone Ash (MTWA) is een Britse muziekgroep.
Er is al jaren onenigheid wie nou de rechten heeft van de naam Wishbone Ash. Andy Powell lijkt daarbij somsaan het langste eind te trekken, maar men zal er waarschijnlijk nooit uitkomen. Dit had tot gevolg dat er midden jaren 00 twee versies ontstonden van Wishbone Ash, die van Andy Powell en die van Martin Turner. Beide waren medeoprichters van de oorspronkelijke band.
De eerste samenstelling van MTWA bestond naast basgitarist Turner uit Keith Buck en Ray Hatfield op gitaar en Rob Hewins op slagwerk. Twee gitaren, een basgitaar en slagwerk is de klassieke samenstelling van deze gitaarband. Tijdens optredens kwam ook oorspronkelijk lid Ted Turner meespelen, maar werd geen vast lid. Al snel kwamen er wijzigingen in het personeelsbestand. Eind 2008 bestond de band uit Turner, Danny Wilson, Ray Hatfield en Dave Wagstaffe (sl). 
Anno 2009 heeft de muziekgroep nog geen nieuw repertoire uitgebracht maar teerde op de oude successen van Wishbone Ash. Ook de titels van hun muziekalbums verwezen naar de geschiedenis. De oorspronkelijke Wishbone Ash bracht livealbums uit onder de titels Live Dates en Argus was hun succesvolste album. Gedurende het seizoen 2008 / 2009 toerde MTWA met Argus als hoofdact.
In augustus 2012 gaf de band een live concert in Liscombe Park, niet vrij toegankelijk, maar op uitnodiging voor diegenen die de band sinds de oprichting gesteund hadden. Naast de bezetting van dat moment, namelijk Martin, Danny Wilson, Ray Hatfield en Dave Flagstaff waren ook voormalig Wishbone Ash leden van het eerste uur Ted Turner en Steve Upton aanwezig. Drummer Upton speelde niet mee, voormalig gitarist Ted Turner wel. Evenals zijn opvolger Laurie Wisefield, die in de jaren 70 Ted Turner vervangen had als gitarist bij Wishbone Ash. De aanwezigheid van Ted Turner, Upton en Wisefield kan gezien worden als ondersteuning van Martin Turner in de rechtszaken die hij uitvocht met Andy Powell aangaande de rechten op de bandnaam in die tijd.
In 2015 verscheen dan eindelijk waar volgers van de band lang op gewacht hadden: een nieuw studioalbum van Martin Turner. Onder de titel Written in the stars bracht de band een album met nieuw werk uit. De bezetting was inmiddels gewijzigd. Naast Danny Wilson op gitaar had Misha Nikolic Ray Hatfield vervangen. Drummer Dave Flagstaff was overgestapt naar Eagles coverband Talon en was vervangen door Tim Brown.
In deze bezetting werd een uitgebreide UK en europese tour gedaan om fans de nieuwe muziek te brengen.
In 2018 bracht de band in deze samenstelling een liveboxset van twee cd's en een dvd uit onder de naam The Beauty of Chaos. Hierop staat de complete inhoud van Written in the stars aangevuld met oud materiaal van Wishbone Ash. 
In 2020 was de band net begonnen met een nieuwe tour door de UK toen door corona een streep door alle plannen gezet werd.

## Discografie
- 2006: New Live Dates Volume I
- 2007: New Live Dates Volume II
- 2008: Argus: Through the Looking Glass
- 2012 The garden Party
- 2015 Written in the stars
- 2018 The beauty of chaos